# Ramulus koreanus
Ramulus koreanus är en insektsart som först beskrevs av Kwon, Ha och S.W. Lee 1992.  Ramulus koreanus ingår i släktet Ramulus och familjen Phasmatidae. Inga underarter finns listade i Catalogue of Life.